# 강진 월남사지 삼층석탑

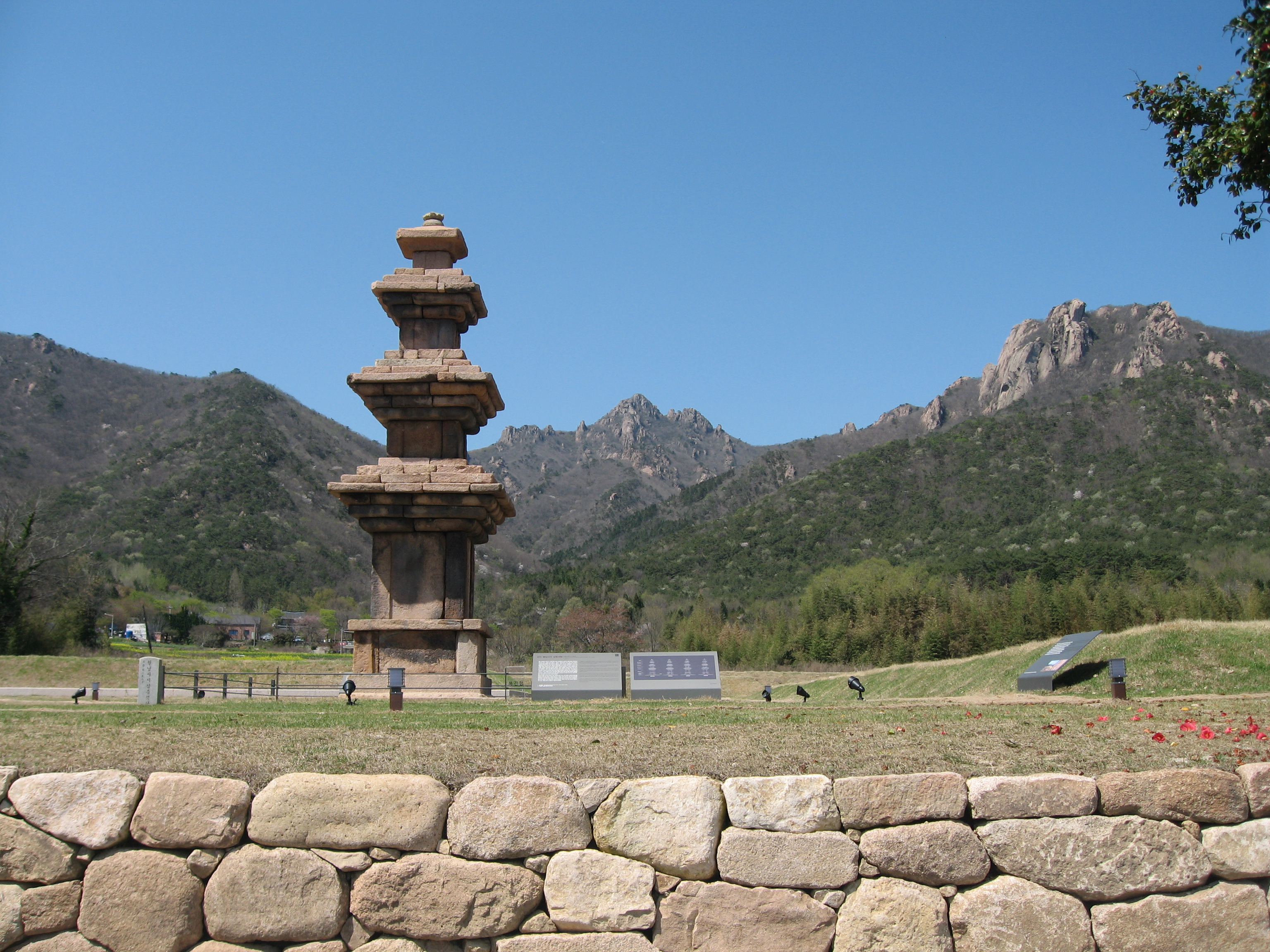
강진월남사지

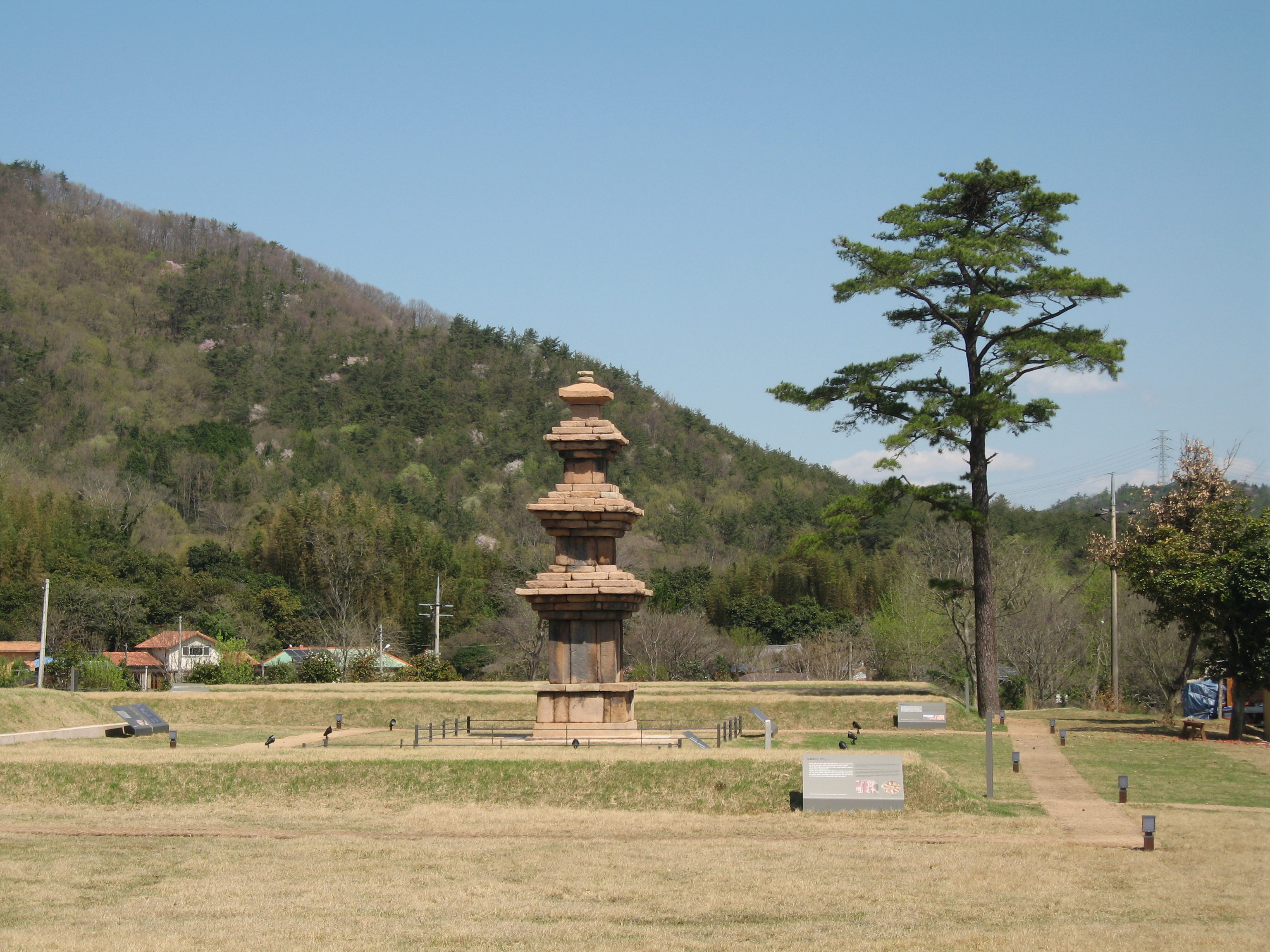

강진 월남사지 삼층석탑(康津 月南寺址 三層石塔)은 대한민국 전라남도 강진군 월남사지에 있는 고려 시대의 삼층석탑이다. 보물 제298호로 지정되어 있으며, 종래에는 모전탑으로 알려졌으나 석탑으로 판명되었다.
단층의 낮은 기단 위에 세워진 3층탑으로서 기단의 면석(面石)과 우주(隅柱)는 별석이고 갑석은 4개의 돌을 맞춰 구성했고 탑신도 여러 개의 판석으로 짜여졌다. 옥개석은 받침 3단 낙수면(落水面) 3단으로 구성되었는데 층급 받침은 말각(抹角) 2, 각(角) 1의 혼합이고 모두 여러 장의 돌로 짜여 있다. 탑은 세장(細長)하여 안정감이 없으나 이 지방 재래의 백제 계통에 전탑 양식을 가미한 특이한 작품이다.

## 개요
월남사터에 남아있는 삼층석탑으로, 단층의 기단(基壇) 위에 3층의 탑신(塔身)을 올린 모습이다. 기단은 바닥돌 위에 기둥 모양의 돌을 세우고 그 사이를 판돌로 채운 뒤 넓적한 맨윗돌을 얹어 조성하였다. 탑신부의 1층 몸돌은 매우 높으며, 2층 몸돌부터는 그 높이가 급격히 줄어들고 있다.
지붕돌은 기단보다 넓게 시작하였으며, 밑의 받침은 3단을 두었다. 지붕돌의 윗면은 전탑에서와 같이 계단식 층단을 이루었고, 추녀는 넓게 수평의 직선을 그리다가 끝에서 가볍게 들려있다. 탑신의 모든 층을 같은 수법으로 조성하였고 위로 오를수록 낮은 체감률을 보인다. 탑의 머리부분에는 받침 위에 꾸밈을 위해 얹은 석재 하나가 남아 있다.
이 탑은 백제의 옛 땅에 위치한 지리적 특성상 백제 양식을 많이 따르고 있다. 기단 및 탑신의 각 층을 별도의 돌로 조성한 것이나 1층의 지붕돌이 목탑에서처럼 기단보다 넓게 시작하는 양식 등이 그러한 특징이 된다.
대표적인 백제탑이라 할 수 있는 부여 정림사지 오층석탑(국보 제9호)과 비교해볼 수 있으며, 전라도 지역에서는 규모나 양식으로 매우 중요한 석탑이라 할 수 있다.

## 보수
2013년 문화재 안전진단 결과, 석탑 석재 사이의 벌어짐과 응력 집중으로 남쪽 면과 서쪽 면의 변형이 발생하고, 지반 일부에서 이완층이 나타났다. 이에 따라 2014년 전문가 진단을 거쳐 2015년부터 문화재보수정비 국고보조사업으로 보수정비 기본계획 수립, 석탑 해체보수 설계 및 시행이 시작되었다.
2017년 7월 25일 석탑 해체 단계가 진행되던 중 3층 탑신석 하부에서 청동병이 나왔다. 높이가 22cm, 가장 넓은 동체부 너비가 11cm로, 사리를 담은 것으로 추정되었다. 청동병의 3분의 1은 흙으로 채워져 있었다.

## 같이 보기
- 월남사지 - 전라남도 기념물 제125호
- 강진 월남사지 진각국사비 - 보물 제313호

## 참고 자료
- 강진 월남사지 삼층석탑 - 국가유산청 국가유산포털
- 이 문서에는 다음커뮤니케이션(현 카카오)에서 GFDL 또는 CC-SA 라이선스로 배포한 글로벌 세계대백과사전의 내용을 기초로 작성된 글이 포함되어 있습니다.